# G. J. Göschen’sche Verlagsbuchhandlung
G. J. Göschen’sche Verlagsbuchhandlung var ett tyskt bokförlag, som grundades 1785 i Leipzig av Georg Joachim Göschen. Det var verksamt fram till 1918 då det fusionerades med fyra andra förlag och blev Verlag Walter de Gruyter.

## Bakgrund
Förlaget övertogs vid Göschens död av hans yngste son, Hermann Julius Göschen (1803–1845), som 1838 sålde det till friherre Georg von Cotta. Därefter försåldes det flera gånger och innehades från 1896 av Wilhelm von Crayen. Hans närmaste, föregångare, Adolf Nast, grundlade den skriftserie, som under namnet Sammlung Göschen gjorde firmans namn bekant i vida kretsar. Denna serie bestod av små repertorier i samtliga discipliner, vilka med sitt billiga pris, sitt koncisa framställningssätt och sin praktiska utstyrsel fick stor spridning; i Sverige användes de till och med vid universitetsstudierna. År 1910 utkom band nummer 500, Georg Simmels "Die Hauptprobleme der Philosophie". År 1931 passerades med band nummer 1000 ännu en milstolpe; denna gång med Karl Jaspers "Die geistige Situation der Zeit". Utgivningen av Sammlung Göschen fortsatte till mitten av 1990-talet, men redan genom Walter de Gruyters inträde i förlaget 1912 förlorade förlaget sin självständighet. Mot slutet av år 1918 fusionerades G. J. Göschen’sche Verlagsbuchhandlung med ytterligare fyra förlag till Verlag Walter de Gruyter.